# Pet Sounds
Pet Sounds je enajsti album ameriške glasbene skupine The Beach Boys. Izšel je leta 1966 pri založbi Capitol Records.

## Seznam skladb
1. "Wouldn't It Be Nice" - 2:25
2. "You Still Believe in Me" - 2:31
3. "That's Not Me" - 2:28
4. "Don't Talk (Put Your Head on My Shoulder)" - 2:53
5. "I'm Waiting for the Day" - 3:05
6. "Let's Go Away for Awhile" - 2:18
7. "Sloop John B" - 2:58
8. "God Only Knows" - 2:51
9. "I Know There's an Answer" - 3:09
10. "Here Today" - 2:54
11. "I Just Wasn't Made for These Times" - 3:12
12. "Pet Sounds" - 2:22
13. "Caroline, No" - 2:51